# October
October je drugi studijski album irske grupe U2.

## Povijest
October je snimljen u studiju Windmill Lane u Dublinu, a izašao je u listopadu 1981., 12 mjeseci nakon što je Boy najavio dolazak grupe U2. U to vrijeme sastav je povećao svoje glazbene mogućnosti i October je dokaz da su poboljšali svoj stil sviranja bez velikih promjena prepoznatljivog zvuka. I dalje pod vodstvom Steve Lillywhitea Edgeova gitara je ostala kralježnica zvuka, dok su Adam i Larry poboljšali ritam više mijenjajući i eksperimentirajući. Bonov glas podsjetio je na mladenačku snagu s prethodnog albuma, ali je također prikazivao veliki raspon emocija kao na primjer u pjesmi „Tomorrow“ u kojoj govori, pjeva o smrti svoje majke.
Kršćanska uvjerenja Bona, Edgea i Larryja imala su snažan utjecaj na album. Od očito duhovno nadahnute pjesme „Rejoice“, pa sve do istančanijeg značenja pjesama „ October“ & „I Fall Dawn“ U2 su prikazali sebe s dubokim religioznim uvjerenjima (s očitim izuzetkom Adama koji nije nikad prigrlio vjeru ostale trojice). U vrijeme izlaska albuma neki su bili skeptični oko njihova vjerskog opredjeljenja, jer su mislili da će jedan „kršćanski sastav“  u rock glazbi imati ograničeniji broj slušatelja. Na sreću, njihova sposobnost da pripoje elemente kršćanske vjere u svoju glazbu privukla je mnoštvo koje je kupovalo njihove albume.
Ipak, October je različito prihvaćen. Dosegao je broj 11 na britanskoj ljestvici zahvaljujući ponajviše „One Plus One“ načinu prodaje od strane Chris Blackwella, glavnog iz Island Recordsa. Izdavali su kazete na kojima je album bio snimljen samo na jednoj strani, a druga strana kazete je ostala prazna za samostalno snimanje. Time su glavne glazbene kompanije sebi priskrbile novac, a s druge strane su „ubijale“ glazbu. 
Pjesme „Fire“ & „Gloria“ snimljene su kao singlovi, ali također nisu bile zapažene na ljestvicama. Kasnije je Bono izjavio da su oni valjda jedini sastav koji je nastupio na „Top of the Pops“ (s Fire), a da su sljedeći tjedan doživjeli pad njihova singla na ljestvicama. Sastav svejedno sveukupno gledajući nije bio razočaran, dapače. Bilo je očito čak i u ranoj fazi da je U2 sastav koji se neće previše osvrtati na prijašnje stvari. Njihova glazba i dalje je napredovala. Svaki sljedeći album se razlikovao od prijašnjeg, ali svaki je podsjećao na nešto što je definirao U2, na U2 zvuk.

## Popis pjesama
- Gloria
- I Fall Down
- I Threw A brick Through A Window
- Rejoice
- Fire
- Tomorrow
- October
- With A Shout (Jerusalem)
- Stranger In A Strange Land
- Scarlet
- Is That All